# Función gamma

Función gamma en el eje real

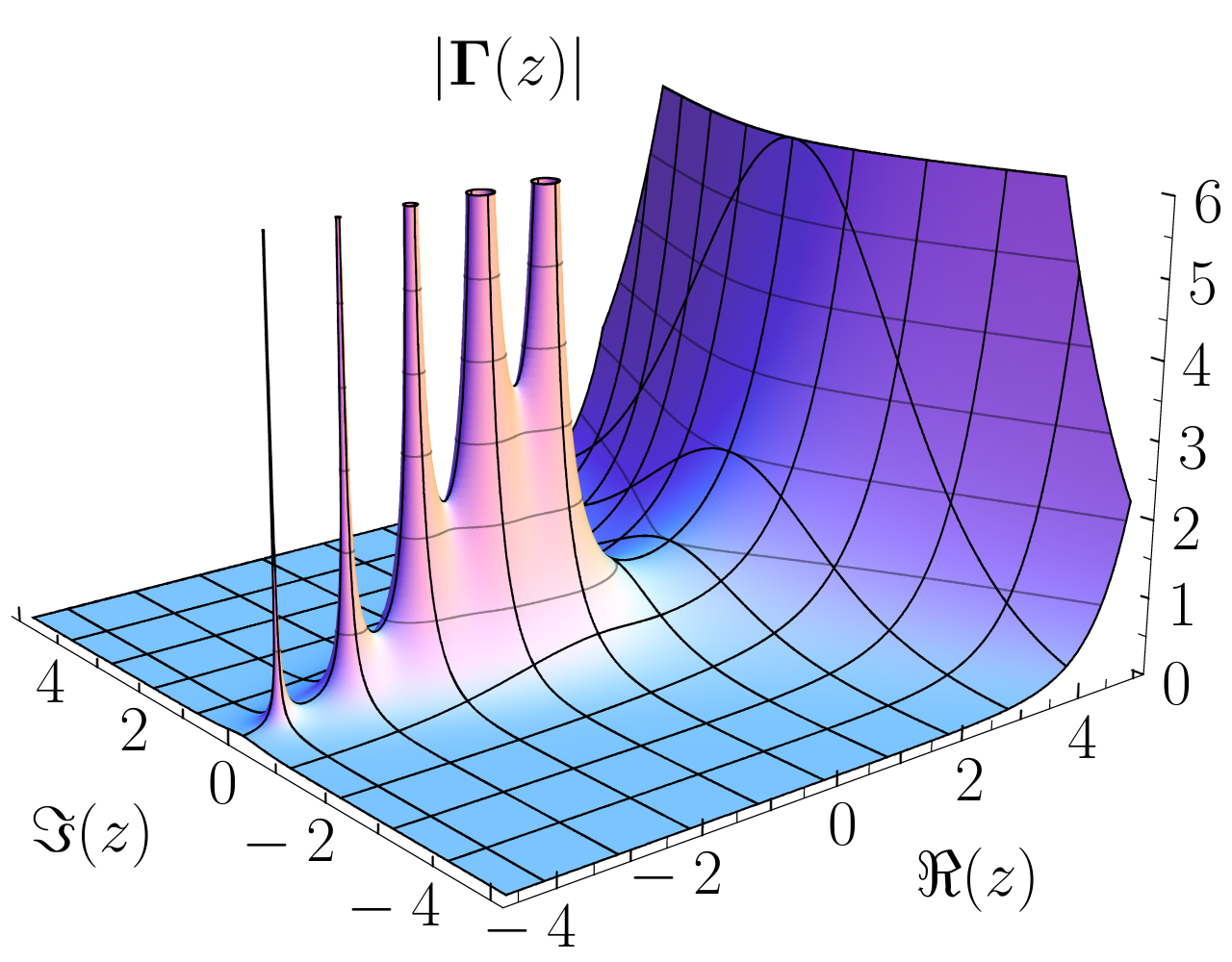
Módulo de la función gamma en el plano complejo

En matemáticas, la función gamma (denotada como {\displaystyle \Gamma (z)}, donde {\displaystyle \Gamma } es la letra griega gamma en mayúscula), es una aplicación que extiende el concepto de factorial a los números reales y complejos. La notación fue propuesta por Adrien-Marie Legendre. Si la parte real del número complejo {\displaystyle z} es positiva, entonces la integral
{\displaystyle \Gamma (z)=\int _{0}^{\infty }t^{z-1}e^{-t}\;dt}
converge absolutamente; esta integral puede ser extendida a todo el plano complejo, excepto a los enteros negativos y al cero. Si {\displaystyle n\in \mathbb {Z} ^{+}} entonces
{\displaystyle \Gamma (n)=(n-1)!}
lo que nos muestra la relación de esta función con el factorial. De hecho, la función gamma extiende el concepto de factorial a cualquier valor complejo de {\displaystyle z}. La función gamma aparece en varias funciones de distribución de probabilidad, por lo que es bastante usada tanto en probabilidad y estadística como en combinatoria.

## Definición

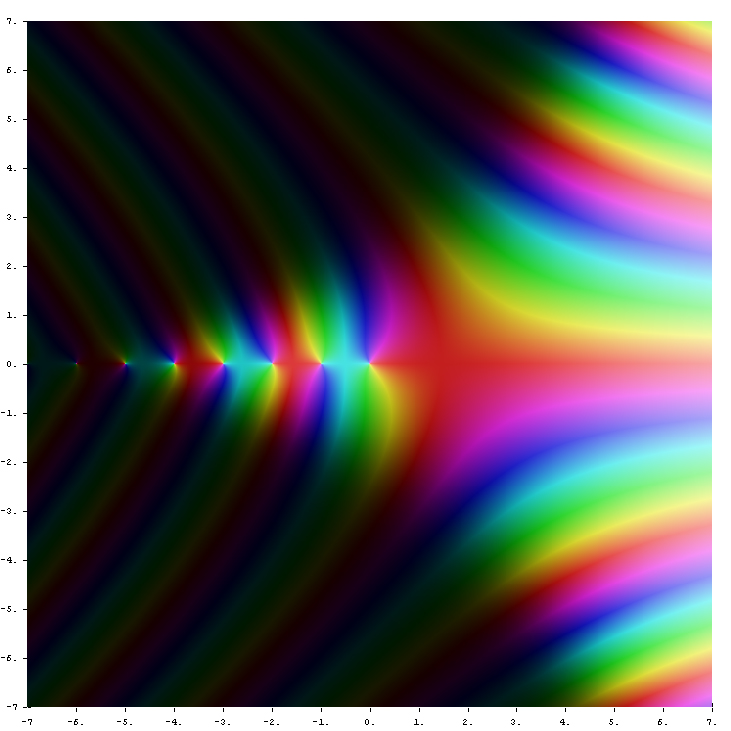
La función gamma en el plano complejo

La notación {\displaystyle \Gamma (z)} se debe a Legendre. Si la parte real del número complejo {\displaystyle z} es estrictamente positiva {\displaystyle \left({\text{Re}}(z)>0\right)}, entonces la integral
{\displaystyle \Gamma (z)=\int _{0}^{\infty }t^{z-1}e^{-t}\,dt}
converge absolutamente y es conocida como integral de Euler de segundo orden. Utilizando integración por partes se obtiene la siguiente propiedad:
{\displaystyle {\begin{aligned}\Gamma (z+1)&=\int _{0}^{\infty }t^{z}e^{-t}dt\\&=-t^{z}e^{-t}{\bigg |}_{0}^{\infty }+\int _{0}^{\infty }zt^{z-1}e^{-t}dt\\&=z\int _{0}^{\infty }t^{z-1}e^{-t}dt\\&=z\;\Gamma (z)\end{aligned}}}
Podemos obtener {\displaystyle \Gamma (1)}:
{\displaystyle {\begin{aligned}\Gamma (1)&=\int _{0}^{\infty }t^{1-1}e^{-t}dt\\&=\int _{0}^{\infty }e^{-t}dt\\&=\lim _{b\to \infty }-e^{-t}{\bigg |}_{0}^{b}\\&=0-(-1)\\&=1\end{aligned}}}
Teniendo que {\displaystyle \Gamma (1)=1=0!} y {\displaystyle \Gamma (n+1)=n\Gamma (n)} entonces 
{\displaystyle \Gamma (n+1)=\Gamma (1)\left(\prod _{k=1}^{n}k\right)=\left\{{\begin{array}{ll}\Gamma (1)=1=0!,&n=0\\1\cdot 2\cdot 3\dotsb n=n!,&n\in \mathbb {N} ^{*}\end{array}}\right.}
para todos los naturales {\displaystyle n}.
La función gamma es una función meromorfa de {\displaystyle z\in \mathbb {C} } con polos simples en {\displaystyle z=-n\,\,(n=0,\,1,\,2,\,3,\,\dots )} y residuos {\displaystyle \operatorname {Res} (\Gamma (z),-n)={\frac {(-1)^{n}}{n!}}}. Estas propiedades pueden ser usadas para extender {\displaystyle \Gamma (z)} desde su definición inicial a todo el plano complejo (exceptuando los puntos en los cuales es singular) por continuación analítica.

### Definiciones alternativas

#### Definición de Euler como un producto infinito
Para todo entero {\displaystyle m} se verifica
{\displaystyle \lim _{n\to \infty }{\frac {n!(n+1)^{m}}{(n+m)!}}=\lim _{n\to \infty }{(n+1)^{m} \over (n+1)\cdots (n+m)}=1}.
Si {\displaystyle m} no es un entero entonces no es posible decir si la ecuación anterior es válida pues en esta sección aún no se ha definido la función factorial para no enteros. Sin embargo, podemos obtener una extensión de la función factorial para no enteros exigiendo que esta relación siga siendo válida para un número complejo arbitrario {\displaystyle z}:
{\displaystyle \lim _{n\to \infty }{\frac {n!(n+1)^{z}}{(n+z)!}}=1}.
Al multiplicar ambos lados por {\displaystyle z!} se obtiene
{\displaystyle {\begin{aligned}z!&=\lim _{n\to \infty }n!\;{\frac {z!}{(n+z)!}}(n+1)^{z}\\&=\lim _{n\to \infty }(1\cdots n){\frac {1}{(z+1)\cdots (z+n)}}\left({\frac {2}{1}}\cdot {\frac {3}{2}}\cdots {\frac {n}{n-1}}{\frac {n+1}{n}}\right)^{z}\\&=\prod _{n=1}^{\infty }\left[{\frac {1}{1+{\frac {z}{n}}}}\left(1+{\frac {1}{n}}\right)^{z}\right]\end{aligned}}}
Este producto infinito converge para todos los números complejos {\displaystyle z} excepto para enteros negativos en los que falla, ya que la relación recursiva {\displaystyle m!=m(m-1)!} hacia atrás lleva a una división entre cero para el valor {\displaystyle m=0}. Puesto que {\displaystyle \Gamma (n)=(n-1)!}, para la función gamma la relación precedente da lugar a la definición:   
{\displaystyle \Gamma (z)={\frac {1}{z}}\prod _{n=1}^{\infty }{\frac {\left(1+{\frac {1}{n}}\right)^{z}}{1+{\frac {z}{n}}}},}
válida para enteros no negativos.

#### Definición de Weierstrass
La definición de la función gamma debida a Weierstrass es válida para todos los números complejos {\displaystyle z} excepto para valores enteros no positivos 
{\displaystyle \Gamma (z)={\frac {e^{-\gamma z}}{z}}\prod _{n=1}^{\infty }\left(1+{\frac {z}{n}}\right)^{-1}e^{z/n}}
donde {\displaystyle \gamma } es la constante de Euler-Mascheroni.

#### En términos de los polinomios generalizados de Laguerre
Una representación de la función gamma incompleta en términos de los polinomios generalizados de Laguerre es
{\displaystyle \Gamma (z,x)=x^{z}e^{-x}\sum _{n=0}^{\infty }{\frac {L_{n}^{(z)(x)}}{n+1}}}
que converge para {\displaystyle {\text{Re}}(z)>-1} y {\displaystyle x>0}.

## Propiedades

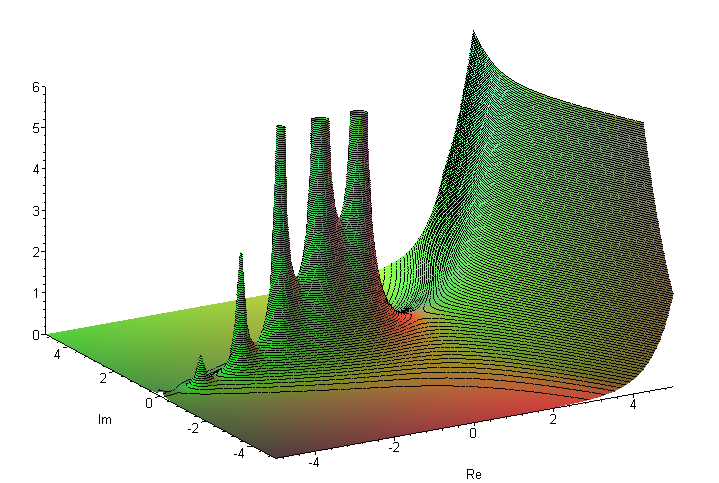
Gráfico del valor absoluto de la función gamma con argumento complejo

### General
Otras ecuaciones funcionales importantes de la función gamma son la fórmula de reflexión de Euler
{\displaystyle \Gamma (1-z)\;\Gamma (z)={\pi  \over \operatorname {sen} {(\pi z)}},\quad z\notin \mathbb {Z} }
que implica 
{\displaystyle \Gamma (\varepsilon -n)=(-1)^{n-1}{\frac {\Gamma (-\varepsilon )\Gamma (1+\varepsilon )}{\Gamma (n+1-\varepsilon )}}}
y la fórmula de duplicación de Legendre
{\displaystyle \Gamma (z)\;\Gamma \left(z+{\frac {1}{2}}\right)=2^{1-2z}\;{\sqrt {\pi }}\;\Gamma (2z).\,\!}
La fórmula de duplicación es un caso especial del teorema de multiplicación
{\displaystyle {\begin{aligned}\prod _{k=0}^{m-1}\Gamma \left(z+{\frac {k}{m}}\right)&=\Gamma (z)\;\Gamma \left(z+{\frac {1}{m}}\right)\;\Gamma \left(z+{\frac {2}{m}}\right)\cdots \Gamma \left(z+{\frac {m-1}{m}}\right)\\&=(2\pi )^{\frac {m-1}{2}}m^{{\frac {1}{2}}-mz}\;\Gamma (mz).\end{aligned}}}
Una propiedad básica pero muy útil de la función gamma, que puede obtenerse a partir de la definición en términos de un límite es
{\displaystyle {\overline {\Gamma (z)}}=\Gamma ({\overline {z}})\Longrightarrow \Gamma (z)\Gamma ({\overline {z}})\in \mathbb {R} }
en particular, con {\displaystyle z=a+bi}, este producto es
{\displaystyle \left|\Gamma (a+bi)\right|^{2}=\left|\Gamma (a)\right|^{2}\prod _{k=0}^{\infty }{\frac {1}{1+{\frac {b^{2}}{(a+k)^{2}}}}}}
si la parte real es un entero, esto es {\displaystyle a\in \mathbb {Z} } entonces
{\displaystyle {\begin{aligned}\left|\Gamma (bi)\right|^{2}&={\frac {\pi }{b\;{\text{senh}}(\pi b)}}\\\left|\Gamma \left({\frac {1}{2}}+bi\right)\right|^{2}&={\frac {\pi }{\cosh(\pi b)}}\\\left|\Gamma (1+bi)\right|^{2}&={\frac {\pi b}{{\text{senh}}(\pi b)}}\\\left|\Gamma (1+n+bi)\right|^{2}&={\frac {\pi b}{{\text{senh}}(\pi b)}}\prod _{k=1}^{n}(k^{2}+b^{2})\\\left|\Gamma (-nbi)\right|^{2}&={\frac {\pi }{b\;{\text{senh}}(\pi b)}}\prod _{k=1}^{n}{\frac {1}{k^{2}+b^{2}}}\\\end{aligned}}}
siendo {\displaystyle n\in \mathbb {N} }.
Varios límites útiles para aproximaciones asintóticas:
{\displaystyle \lim _{n\to \infty }{\frac {\Gamma (n+\alpha )}{\Gamma (n)n^{\alpha }}}=1,\quad \lim _{n\to \infty }{\frac {\Gamma (n-\alpha )\Gamma (n+\alpha )}{\Gamma (n-\beta )\Gamma (n+\beta )}}=1;\qquad \alpha ,\beta \in \mathbb {R} }
Quizá el valor más conocido de la función gamma con argumento no entero es:
{\displaystyle \Gamma \left({\frac {1}{2}}\right)={\sqrt {\pi }},\,\!}
La cual puede obtenerse haciendo {\displaystyle z=1/2} en la fórmula de reflexión o en la fórmula de duplicación, usando la relación de la función gamma con la función beta dada más abajo con {\displaystyle x=y=1/2} o haciendo la sustitución {\displaystyle u={\sqrt {t}}} en la definición integral de la función gamma, con lo que se obtiene una integral Gaussiana. En general, para valores no negativos de {\displaystyle n} se tiene:
{\displaystyle {\begin{aligned}\Gamma \left({\frac {1}{2}}+n\right)&={\frac {(2n)!}{4^{n}n!}}{\sqrt {\pi }}={\frac {(2n-1)!!}{2^{n}}}{\sqrt {\pi }}={\binom {n-{\frac {1}{2}}}{n}}n!{\sqrt {\pi }}\\\Gamma \left({\frac {1}{2}}-n\right)&={\frac {(-4)^{n}n!}{(2n)!}}{\sqrt {\pi }}={\frac {(-2)^{n}}{(2n-1)!!}}{\sqrt {\pi }}\end{aligned}}}
donde {\displaystyle n!!} denota al doble factorial de {\displaystyle n}.

### Derivada
Las derivadas de la función gamma vienen dadas por la función poligamma, por ejemplo:
{\displaystyle \Gamma '(z)=\Gamma (z)\psi _{0}(z).}
Para un entero positivo {\displaystyle m}, la derivada de la función gamma puede calcularse como sigue
{\displaystyle \Gamma '(m+1)=m!\left(-\gamma +\sum _{k=1}^{m}{\frac {1}{k}}\right)}
donde {\displaystyle \gamma } denota la constante de Euler-Mascheroni.
A partir de la representación integral de la función gamma, se obtiene que la {\displaystyle n}-ésima derivada de la función gamma viene dada por:
{\displaystyle {\frac {d^{n}}{dx^{n}}}\,\Gamma (x)=\int _{0}^{\infty }t^{x-1}e^{-t}(\ln t)^{n}dt}

### Residuos
La función gamma tiene un polo de orden 1 en {\displaystyle z=-n} para todo número entero no negativo. El residuo en cada polo es:
{\displaystyle \operatorname {Res} (\Gamma ,-n)={\frac {(-1)^{n}}{n!}}.\,\!}
El teorema de Bohr-Mollerup dice que, entre todas las funciones que generalizan el factorial de los números naturales a los reales, solo la función gamma es logarítmicamente convexa, esto es, el logaritmo natural de la función gamma es una función convexa.

### Representación como una integral
Hay muchas fórmulas, además de la integral de Euler de segundo tipo, para representa la función gamma como una integral. Cuando la parte real de {\displaystyle z} es positiva entonces
{\displaystyle \Gamma (z)=\int _{0}^{1}\left(\ln {\frac {1}{t}}\right)^{z-1}dt}
Cuando la parte real de {\displaystyle z} es positiva entonces la primera fórmula integral de Binet para la función gamma es
{\displaystyle \ln \Gamma (z)=\left(z-{\frac {1}{2}}\right)\ln z-z+{\frac {1}{2}}\ln(2\pi )+\int _{0}^{\infty }\left({\frac {1}{2}}-{\frac {1}{t}}+{\frac {1}{e^{t}-1}}\right){\frac {e^{-tz}}{t}}\;dt}
la integral de la derecha puede ser interpretada como la Transformada de Laplace, esto es
{\displaystyle \ln \left(\Gamma (z)\left({\frac {e}{z}}\right)^{z}{\sqrt {2\pi z}}\right)={\mathcal {L}}\left({\frac {1}{2t}}-{\frac {1}{t^{2}}}+{\frac {1}{t(e^{t}-1)}}\right)(z)}
Cuando la parte real de {\displaystyle z} es positiva entonces la segunda fórmula integral de Binet para la función gamma es
{\displaystyle \ln \Gamma (z)=\left(z-{\frac {1}{2}}\right)\ln z-z+{\frac {1}{2}}\ln(2\pi )+2\int _{0}^{\infty }{\frac {\arctan \left({\frac {t}{z}}\right)}{e^{2\pi t}-1}}\;dt}

### Desarrollo en series de Fourier
El logaritmo de la función gamma tiene el siguiente desarrollo en series de Fourier para {\displaystyle 0<z<1}:
{\displaystyle \ln \Gamma (z)=\left({\frac {1}{2}}-z\right)(\gamma +\ln 2)+(1-z)\ln \pi -{\frac {\ln \operatorname {sen}(\pi z)}{2}}+{\frac {1}{\pi }}\sum _{n=1}^{\infty }{\frac {\ln n}{n}}\operatorname {sen}(2\pi nz)}
que por un largo tiempo se le atribuyó a Ernst Kummer quien lo demostró en 1847. Sin embargo, se descubrió que Carl Johan Malmsten la demostró por primera vez en 1842.

### Fórmula de Raabe
En 1840, Joseph Ludwig Raabe demostró que
{\displaystyle \int _{a}^{a+1}\ln \Gamma (z)dz={\frac {\ln(2\pi )}{2}}+a\ln a-a}
para valores {\displaystyle a>0}. 
En particular, cuando {\displaystyle a=0} obtenemos
{\displaystyle \int _{0}^{1}\ln \Gamma (z)dz={\frac {\ln(2\pi )}{2}}}

### Función Pi
Gauss introdujo una notación alternativa de la función gamma denominada función Pi, que en términos de la función gamma es:
{\displaystyle \Pi (z)=\Gamma (z+1)=z\;\Gamma (z)=\int _{0}^{\infty }e^{-t}t^{z}dt}
Así, la relación de la función Pi con el factorial es más natural que en el caso de la función gamma pues para cualquier entero no negativo {\displaystyle n}
{\displaystyle \Pi (n)=n!}
La fórmula de la reflexión toma la siguiente forma:
{\displaystyle \Pi (z)\;\Pi (-z)={\frac {\pi z}{\operatorname {sen}(\pi z)}}={\frac {1}{\operatorname {sinc} (z)}}}
Donde {\displaystyle {\text{sinc}}} es la función sinc normalizada, mientras que el teorema de la multiplicación toma la forma:
{\displaystyle \Pi \left({\frac {z}{m}}\right)\,\Pi \left({\frac {z-1}{m}}\right)\cdots \Pi \left({\frac {z-m+1}{m}}\right)=\left({\frac {(2\pi )^{m}}{2\pi m}}\right)^{1/2}\,m^{-z}\,\Pi (z).\,\!}
En ocasiones se encuentra la siguiente definición
{\displaystyle \pi (z)={\frac {1}{\Pi (z)}},\,\!}
donde {\displaystyle \pi (z)} es una función entera definida para todo número complejo, pues no tiene polos. La razón de ello es que la función gamma y, por tanto, la función Pi, no tienen ceros.

## Relación con otras funciones
- En la representación integral de la función gamma, tanto el límite superior como el inferior de la integración están fijados. La función gamma incompleta superior {\displaystyle \gamma (a,x)} e inferior {\displaystyle \Gamma (a,x)} se obtienen modificando los límites de integración superior o inferior respectivamente.

{\displaystyle \Gamma (a,x)=\int _{x}^{\infty }t^{a-1}\,e^{-t}\,dt.\,\!}
{\displaystyle \gamma (a,x)=\int _{0}^{x}t^{a-1}\,e^{-t}\,dt.\,\!}
- La función gamma está relacionada con la función beta por la siguiente fórmula

{\displaystyle \mathrm {B} (x,y)={\frac {\Gamma (x)\;\Gamma (y)}{\Gamma (x+y)}}.\,\!}
- La derivada logarítmica de la función gamma es la función digamma {\displaystyle \psi ^{(0)}(z)}. Las derivadas de mayor orden son las funciones poligamma {\displaystyle \psi ^{(n)}(z)}.

{\displaystyle \psi (x)=\psi ^{0}(x)={\frac {\Gamma '(x)}{\Gamma (x)}}}
{\displaystyle \psi ^{(n)}(x)=\left({\frac {d}{dx}}\right)^{n}\psi (x)=\left({\frac {d}{dx}}\right)^{n+1}\log \Gamma (x)}
- El análogo de la función gamma sobre un cuerpo finito o un anillo finito son las sumas gaussianas, un tipo de suma exponencial.
- La función gamma inversa es la inversa de la función gamma, que es una función entera.
- La función gamma aparece en la definición integral de la función zeta de Riemann {\displaystyle \zeta (z)}:

{\displaystyle \zeta (z)={\frac {1}{\Gamma (z)}}\int _{0}^{\infty }{\frac {u^{z-1}}{e^{u}-1}}\;\mathrm {d} u\,\!.}
Fórmula válida solo si {\displaystyle \operatorname {Re} (z)>1}. También aparece en la ecuación funcional de {\displaystyle \zeta (z)}:
{\displaystyle \pi ^{-z/2}\;\Gamma \left({\frac {z}{2}}\right)\zeta (z)=\pi ^{-{\frac {1-z}{2}}}\;\Gamma \left({\frac {1-z}{2}}\right)\;\zeta (1-z).}

## Valores particulares
Algunos valores particulares de la función gamma son 
{\displaystyle {\begin{aligned}\Gamma \left(-{\frac {3}{2}}\right)&={\frac {4{\sqrt {\pi }}}{3}}&\approx &\ 2,363\\\Gamma \left(-{\frac {1}{2}}\right)&=-2{\sqrt {\pi }}&\approx &-3,545\\\Gamma \left({\frac {1}{2}}\right)&={\sqrt {\pi }}&\approx &\ 1,772\\\Gamma (1)&=0!&=&\ 1\\\Gamma \left({\frac {3}{2}}\right)&={\frac {\sqrt {\pi }}{2}}&\approx &\ 0,886\\\Gamma (2)&=1!&=&\ 1\\\Gamma \left({\frac {5}{2}}\right)&={\frac {3{\sqrt {\pi }}}{4}}&\approx &\ 1,329\\\Gamma (3)&=2!&=&\ 2\\\Gamma \left({\frac {7}{2}}\right)&={\frac {15{\sqrt {\pi }}}{8}}&\approx &\ 3,323\\\Gamma (4)&=3!&=&\ 6\\\end{aligned}}}

## Aproximaciones
La función gamma se puede calcular numéricamente con precisión arbitraria usando la fórmula de Stirling, la aproximación de Lanczos o la aproximación de Spouge.
Para argumentos que sean múltiplos enteros de 1/24, la función gamma puede ser evaluada rápidamente usando iteraciones de medias aritmético geométricas (véase Valores de la función gamma).
Debido a que tanto la función gamma como el factorial crecen muy rápidamente para argumentos moderadamente grandes, muchos programas de computación incluyen funciones que devuelven el logaritmo de la función gamma. Este crece más lentamente, y en cálculos combinatorios es muy útil, pues se pasa de multiplicar y dividir grandes valores a sumar o restar sus logaritmos.

## Aplicaciones de la función gamma

### Cálculo fraccionario
La {\displaystyle n}-ésima derivada de {\displaystyle ax^{b}} (donde n es un número natural) se puede ver de la siguiente manera: 
{\displaystyle {\frac {d^{n}}{dx^{n}}}\left(ax^{b}\right)=\left(b-n+1\right)\cdots \left(b-2\right)\left(b-1\right)bax^{b-n}={\frac {b!}{\left(b-n\right)!}}ax^{b-n}}
como {\displaystyle n!=\Gamma (n+1)} entonces 
{\displaystyle {\frac {d^{n}}{dx^{n}}}\left(ax^{b}\right)={\frac {\Gamma \left(b+1\right)}{\Gamma \left(b-n+1\right)}}ax^{b-n}}
donde {\displaystyle n} puede ser cualquier número donde gamma esté definido o se pueda definir mediante límites. De esta manera se puede calcular por ejemplo, la 1/2 derivada de {\displaystyle x}, de {\displaystyle x^{2}} e inclusive de una constante {\displaystyle c=cx^{0}}:
{\displaystyle {\frac {d^{\frac {1}{2}}}{dx^{\frac {1}{2}}}}\left(x\right)={\frac {2{\sqrt {x}}}{\sqrt {\pi }}}}
{\displaystyle {\frac {d^{\frac {1}{2}}}{dx^{\frac {1}{2}}}}\left(x^{2}\right)={\frac {8{\sqrt {x^{3}}}}{3{\sqrt {\pi }}}}}
{\displaystyle {\frac {d^{\frac {1}{2}}}{dx^{\frac {1}{2}}}}\left(c\right)={\frac {c}{{\sqrt {\pi }}{\sqrt {x}}}}}